# ZOMBIE-LOAN
ZOMBIE-LOAN(일본어: ゾンビローン)은 PEACH-PIT의 작품 중 하나. 월간G판타지(스퀘어에닉스)에 연재중. 2007년 7월부터 9월까지 TV 애니메이션으로 방영되었다.

## 개요
키타 미치루는 하고 싶은 말을 제대로 못하는 소심한 소녀. 어느 날 미치루는 반 년 전의 사고에서 기적적으로 살아남은 두 사람의 동급생,아카츠키 치카와 타치바나 시토의 목에서 기묘한 링을 발견한다. 그것은 죽음을 예고하는 링... 링을 볼 수 있는 능력을 가진 미치루는
어떻게든 그들의 목숨을 구하려고 접근하지만 두 사람은 어떤 대가로 막대한 빚을 지고 있다는데...? 한 소녀와 두 소년이 펼치는 죽음과 재생... 영혼의 스토리.

## 애니메이션

### 애니메이션과 원작의 차이점
- 원작에서는 애니에 최초로 등장한 위법좀비가 '시스터'라는 인물이었으나 애니판에서는 쿠로우학원 보건선생으로 바뀜.
- 원작에서 치카 일행들이 지하철 사이를 뛰는 위험한 모습을 보이지만, 애니판에서는 삭제되고 없다.
- 애니판에서는 시토가 골렘 소녀를 무덤에 매장한 모습이 11화의 마지막장면으로 나온다.

### 주제가
OP 『オオカミのノド(늑대의 울음소리)』
- 작곡 : 치바 유우스케(チバユウスケ)
- 작곡·노래 : The Birthday

ED 『チェインリング(Chain Ring-체인링-)』
- 작사 : 逹瑯
- 작곡 : SATOち
- 편곡 : ミヤ、岡野ハジメ
- 노래 : MUCC(ムック)

6화 삽입곡『Solitary Serenade』
- 작사 : MAIS
- 작곡 : 사와노 히로유키(澤野弘之)
- 노래 : 세키야마 아이카(関山藍果 )

### 부제

#### TV방영분
- 1화 : 사신의 눈(死神の目),
- 2화 : 죽을래?(逝っとく?)
- 3화 : 사자의 혀(死者の舌)
- 4화 : 나비의 날갯소리(蝶の羽音)
- 5화 : 산 재물(贄)
- 6화 : 자유에의 갈망(自由への渇望)
- 7화 : 방황하는 마음(彷徨う心)
- 8화 : 죽어서도, 고독(死んでからも、孤独)
- 9화 : 산 송장(生きた屍)
- 10화 : 시해의 법(尸解の法)
- 11화 : 생명과 죽음과(命と、死と)

#### TV미방영분(OVA)
- 12화 : 운명의 링[고리](運命の輪)
- 13화 : 지키고 싶어(守りたい)

## 관련 물품

### 섹시스
1권(2002년)